# 翔べ! 必殺うらごろし
『翔べ! 必殺うらごろし』（とべ ひっさつうらごろし）は1978年12月8日から1979年5月11日まで、テレビ朝日系で毎週金曜日22:00 - 22:54に放送された、朝日放送と松竹（京都映画撮影所、現・松竹撮影所）共同製作のテレビ時代劇。全23話。主演は中村敦夫。
必殺シリーズの第14作。

## 概要
本作は当時のオカルトブームに立脚した作品構成となっており、殺しの依頼やスタイルなど、必殺シリーズとしては異質な作品である（詳しくは作品内容を参照）。毎話ごとに怪奇現象（超常現象）が登場するが、これは不可思議な現象であって、何らかのトリックがあるわけではない。その回で取り扱った怪奇現象（オカルト）には、ナレーターによる解説が入るのも特徴である。
本作は撮影中に、先生役の中村敦夫が負傷し、おばさん役の市原悦子や若役の和田アキ子が病気を患うなど、なぜかトラブルが相次いだ。特に和田の体調不良はシリーズ終盤の若の登場場面が著しく減少するなど、展開に多大な影響を与えた。
本作の音楽(挿入曲、劇伴)は、必殺シリーズでは唯一、比呂公一が担当している。通常必殺シリーズでは劇伴は流用されるが、前作までの劇伴が作中で使用されることはなく、以後のシリーズでも本作の楽曲(劇伴)が使用されることは無かったため、本作の音楽世界はシリーズ中で独立したものになっている。ただし、提供スポンサーのテロップ曲だけは前作までと変わらず、森田公一作曲『江戸プロフェッショナル・必殺商売人』のBGMが使用された。
オープニング映像も他シリーズと比べて異質で、従来のフォーマットから逸脱している。炎の中で先生のアップと印を切る手のみが延々と映され、シリーズ通例のOP映像のように他の登場人物（おばさん、若、正十、おねむ）のカットが挿入される構成とはなっていない。この「一人しか登場しないOP」は「陽光の下の殺し」同様に本作のみの特徴である。また、第1話のみ、一部地方での放送時は映像の一部が異なり、ナレーションも通常の藤田まことではなく野島一郎によるものが使われた。

## 作品内容
摩訶不思議な力を持つ行者の通称「先生」を中心に、記憶喪失の元殺し屋で、生き別れの我が子捜しの「おばさん」。人並みはずれた体躯ゆえに女扱いされず、世をすねて男として生きてきた「若」。江戸で殺しの斡旋業をしていた「正十」らが、死者の恨みの声を聞き、その恨みを晴らしていく。
本作はオカルトを扱った異色作であり、また行われる裏稼業は他シリーズと大きく異なる。本作では主人公たちが稼業としての殺しは行っておらず、旅先で遭遇した怪奇現象を解決しようとする過程で、悪人に殺害されるなどで死亡した被害者の声を先生が聞き、その恨みを晴らすのが基本パターンである。原則として、依頼人である被害者から金を受け取ることはない。ただし、正十が何らかの方法や理由で金を手に入れていることは多く、それを分配するという形はある。
他のシリーズが夜に殺しを敢行することが多いのに対し、（先生が日の出の際に死者の声を聞くこともあって）昼間に敢行するというのも特徴的である。

## 登場人物
本作で殺しを行う、メインの登場人物の3人は一貫して、あだ名で呼ばれ、本名を名乗らない。

### レギュラー
先生
演 - 中村敦夫
太陽を信仰する行者。大日如来を示す梵字が書かれた旗竿を掲げ、修行の旅を続けている。寡黙で、時として冷徹にも見えるが、情に厚く、正義感が強い。
死者が残した思念を「声」として聞くことが出来る霊視能力がある。平常時でも優れた身体能力を誇るが、死者の無念と共に太陽の光を浴びることにより、刀を素手で叩き折る、人間の頭上を軽々と跳び越える、馬を走って追い抜くなど、超人的な身体能力を発揮する。
旅先で遭遇する怪奇現象の解決のためには自分の身も顧みない。俗世間的な欲望は無く、正当な報酬であっても、金品などの受け取りは基本的に拒否している。一方で、一般常識には疎いため、周囲の人物を困らせることも多い。
食事は草葉や木の皮など、自然で未調理のもののみで賄う。常に自然食しか口にしないため、それ以外のものへの耐性が低く、酒を呑むと卒倒したり、普通の人間にとっては直ちに影響のない微量の毒でも激しく苦しんだりする。
上記のように本作は頼み人は登場せず、先生が死者の声を聞くことによって、その恨みを晴らす。
若
演 - 和田アキ子
男装の女性。大柄な体格と人並み外れた怪力を持つばかりに女扱いをされず、世を拗ねて、男として生きることを決めている。旅の途中で出会った先生の力を目の当たりにし、彼に弟子入りする。粗野な言動が目立つが、実は心優しい人情家で涙もろい。料理や裁縫も得意で、下手な主婦さえ驚愕するほどの腕前を持つ。博打好きなようで、正十と一緒や単独で賭場に出入りする場面が多い。
先生の弟子となっているが、あまり一緒に修行はさせてもらえていない。一人で山ごもりなどしている時もあるようだが、術の類は一切使えず、先生のように自然食だけで生きるということもできないため、普通に握り飯などを食べている。
殺しもするが、正十と共に情報収集を任されることも多い。先生に倣い、報酬は受け取らない。
終盤は登場機会が減少し、最終話も病気で寝込んだという設定で、冒頭と末尾に登場するのみである。これは演じた和田の体調不良により取られた措置（肺気腫を発症し最悪は歌手生命にかかわるほどの状況だった）だったことが後年に明かされている。最終話、一人あてもなく旅立つ様子がラストシーンとして使用された。
演じた和田はオファーが来た当初は「時代劇に出られる」と聞いて、大奥のような優雅な役を想像して喜んでいたが、設定が男と間違われる大女で、さらに殺し方も相手をひたすら殴り殺すということを聞かされ、ショックを受けたという。また「殺しのシーンを綺麗に撮影してくれたことは非常に嬉しかった」とも述べている。また、本作がスタートした時点で和田がこの年（1978年）の3月までレギュラー出演していた『金曜10時!うわさのチャンネル!!』（日本テレビ）がまだ裏番組として放送中で、和田は本作のタイトルについて「（“裏”番組を“殺す”という意味にも取れて）明らかに嫌味というか、あてつけ」と後日話している。
用意された衣装（刺し子）のうち、未着用のものが、後番組の『必殺仕事人』の秀の初期衣装に転用されている。
おばさん
演 - 市原悦子
4年前、気が付いたら、道の真ん中に立っていたという中年女性。それ以前の記憶は無く、当ても無く、彷徨っていた。先生との出会いで生き別れの息子を探していたことなど記憶の一部を取り戻し、以後は先生と行動を共にする。自分自身のことは名前も覚えていないが、社会常識や歌などの「過去に関係ない情報」は覚えている。その正体は殺し屋で、その頃の記憶は無いものの、熟練の感覚で標的を葬る。
おっとりとした性格だが曲者揃いの一行のまとめ役であり、若や正十も掛け値なく、信頼を置いている。先生や若が受け取りを断った報酬は何かあった時のために、おばさんに預けられている。
第14、16話は登場せず、若のセリフから、息子の手掛かりかもしれない情報を確認するために別行動を取っていることが分かる。
第22話で記憶を取り戻し、記憶を失った原因が幼い息子に正体を知られたショックによるものと判明。最終話で、息子がそば屋を営む夫婦に拾われ、我が子の様に育てられていることを知る。しかし、夫婦のそば屋と土地のせいで夫婦の命が悪人らに狙われていることを察知し、息子を拾って育ててくれた恩人夫婦を守るためにおばさんは行動を起こす。そして、標的を葬った後、おばさんの身に悲劇が起きる。
正十
演 - 火野正平
江戸で殺しの斡旋をしていた男性。「十年はこの稼業で生きており、自分に万事任せておけば上手くいく」と豪語している。
楽天的なお調子者、抜け目の無い性格で金にがめつい。当初は先生や若に無料で仕事（殺し）をさせ、自分だけ報酬を得ようとした。しかし、正十の顔を見た、おばさんが彼の素性を突然思い出し、失敗に終わった。それ以降は先生ら一行と行動を共にすれば、飯の種になると考え、旅に付き従う。
殺しは一切行わず、情報収集と一行の世話役を務める。その回の恨みの筋とは関係なく、金を手に入れ、（結果として）先生達に分配する役目も持っており、これが事実上、他シリーズにおける頼み料の代わりとなっている。
『新・必殺仕置人』『必殺商売人』で、火野が演じる「正八」との共通点が多くみられる。第13話で、同心の平山主水が目こぼし料を取った際、正十が「あんたみたいな役人が昔の知り合いにいた」と話しており、中村主水と面識があることを匂わせるシーンになっている。
おねむ
演 - 鮎川いづみ（現・鮎川いずみ）
熊野権現の御札を売る旅の巫女。贅沢な暮らしには「大したことない」と言って興味を示さず、衣服も「欲を出したらキリがない」という理由でいつも同じものを着ている。食べ物と眠る所さえあれば、それで満足で、常にけだるそうに欠伸ばかりしている。
先生たちと行動を共にしているというわけでもなく、殺しには一切関わらないが、一行の行く先々に必ず現れており、情報収集などに協力することもある。
御札の売れ行きは上下の差が激しく、著しく売れ行きのいい場合（第6話 「男にかけた情念で少女は女郎に化身した」）もあるが、売れない時は路銀切れや空腹で行き倒れていることが多く、正十とおばさんが面倒を見ることが多い。一方、一行が空腹の際に追いつき、彼女の持っていた餅を正十が取り上げておばさんに分けたこともあった（第4話 「生きてる娘が死んだ自分を見た!」）。
第8話 「足の文字は生れた時からあった」において、おばさんから「なぜ後をついてくるのか？」と問われ「食いっぱぐれないから」と答えている。最終回でも、おばさんの死をきっかけに一行が解散した際に「また、一人ぼっち…」と寂しげな表情で呟いており、おねむ本人の意思で付いて来ている。
『新・必殺仕事人』第1話および必殺スペシャル『仕事人大集合』（『必殺仕事人III』の実質的な第1話）において、同じ鮎川いずみ演じる加代が熊野権現の御札を売る旅の巫女として登場したが、おねむと違い衣装はボロボロで顔も汚れており、風呂にも入っていない様子だった。
ナレーション
オープニング - 藤田まこと
オープニング（第1話の一部地方での放送時のみ）、劇中、エンディング、次回予告 - 野島一郎（朝日放送アナウンサー(当時)。キャスト ロールに表記なし）
作 - 早坂暁、野上龍雄

### ゲスト
第1話 「仏像の眼から血の涙が出た」
- 三ツ目の重蔵 - 山本麟一
- お鶴 - 栗田ひろみ
- 千吉 - 小林芳宏
- 弥平 - 堺左千夫
- 杢兵ヱ - 岩田直二
- 桑木甚内 - 浜田晃
- 勘三 - 島米八
- お松 - 丸平峯子
- 茂作 - 山本一郎
- 吾平 - 山本弘
- 彦市 - 出水憲司
- 女亡者 - 内田真江

第2話 「突如 奥方と芸者の人格が入れ替った」
- 琴路 - 小山明子
- 山地半十郎 - 新田昌玄
- 松波軍内 - 五味龍太郎
- 染香 - 左時枝
- 永井監物 - 玉生司朗
- 平作 - 石浜祐次郎
- 丑松 - 高橋仁
- 喜助 - 日高久
- お六 - 日高綾子
- 中盆 - 松尾勝人
- 浪人 - 諸木淳郎
- 浪人 - 丸尾好広
- 小者 - 平井靖

第3話 「突然 肌に母の顔が浮かび出た」
- 志乃 - 弓恵子
- 弁覚 - 藤岡重慶
- 真之助 - 伊藤幸雄
- 千手坊 - 古川ロック
- 啓之助 - 綾川香
- 自光坊 - 伴勇太郎
- 真之助少年時代 - 中江一郎
- おかみ - 三笠敬子
- 百姓 - 松尾勝人
- 百姓 - 伊波一夫
- つぼ振り - 美鷹健児

第4話 「生きてる娘が死んだ自分を見た!」
- うめ - 泉じゅん
- くに - 中島葵
- 宗丹 - 近藤宏
- たつ - 三戸部スエ
- 紋兵ヱ - 北見唯一
- とら - 高牧佐衣

第5話 「母を呼んで 寺の鐘は泣いた」
- おそで - 白川和子
- 鐘匠 - 横森久
- 久六 - 大林丈史
- 河内屋喜兵ヱ - 永野達夫
- 卯之助 - 柳川昌和

第6話 「男にかけた情念で少女は女郎に化身した」
- 与八 - 有川博
- お葉 - 大関優子
- 毬 - 久永智子
- 孝之助 - 風戸佑介
- 清 - 林孝一
- 勘造 - 八名信夫
- 仁平 - 阿藤海
- 酔客 - 大橋壮多
- お初 - 山口真代
- 露天商 - 伊波一夫

第7話 「赤い雪を降らせる怨みの泣き声」
- 仁助 - 山谷初男
- 家老 脇田 - 御木本伸介
- おせき - 佐野アツ子
- 一色式部 - 梅津栄
- 竹井 - 石倉英彦
- 森 - 唐沢民賢
- 使者 - 海老江寛
- おゆき - 大川かすみ
- 角平 - 諸木淳郎
- 常次 - 暁新太郎
- 陶夢斎 - 山村弘三
- 使者 - 松尾勝人
- 使者 - 加茂雅幹
- 権太 - 美鷹健児
- おみち - 末永厚子
- おこの - 関照子

第8話 「足の文字は生れた時からあった」
- 小堀勘兵ヱ - 田口計
- おたみ - 野口ふみえ
- 長次 - 佐藤京一
- 松崎甚内 - 堀田真三
- おさき - 吉本真由美
- 幸吉 - 宮川珠季
- 弥助 - 河野実
- 留造 - 中村明豊
- お登勢 - 小野朝美
- 庄左ヱ門 - 伊波一夫

第9話 「家具が暴れる恐怖の一夜」
- 宮本左門 - 剣持伴紀
- 松造 - 伊達三郎
- お春 - おおみかよ
- 辰次 - 根岸一正
- 茂作 - 大竹修造
- 鬼吉 - 島米八
- 弥平 - 田中弘史
- 半助 - 筑波健
- 新八 - 美鷹健児
- 勘太 - 渡辺憲悟
- おかよ - 小西由貴

第10話 「女は子供を他人の腹に移して死んだ」
- 坂崎右近 - 天津敏
- 佐吉 - 森下哲夫
- お京 - 早川絵美
- 沢井久四郎 - 内田昌宏
- 黒沼 - 浜伸二
- 亭主 - 夢乃タンゴ
- 女房 - 夢乃ひとみ
- 牢役人 - 芝本正
- 目付 - 玉生司朗
- 牢番 - 日高久
- 老旗本 - 森秀人
- 吟味役人 - 松尾勝人
- 娘 - 奥丁啓子
- 医者 - 石原須磨夫
- 女囚 - 滝本弓子
- 女囚 - 倉谷礼子
- 男囚 - 伊波一夫
- 夜鷹 - 岩崎美也子

第11話 「人形が泣いて愛する人を呼んだ」
- 神尾主膳 - 草薙幸二郎
- お綱 - 三浦真弓
- 菅谷次郎八 - 大林直樹
- 菅谷とよ - 雪代敬子
- 巴屋喜左ヱ門 - 人見きよし
- 石井剛三 - 熱田一久
- 平田勝成 - 下元年世
- 白梅 - 淡成恭子
- 君太郎 - 新城邦彦
- お袖 - 小柳圭子
- デコ常 - 東悦次
- カミソリ安 - 諸木淳郎

第12話 「木が人を引き寄せて昔を語る」
- 根本弾正 - 今井健二
- 喜平次 - 岩田直二
- 波乃 - 八木孝子
- 多美 - 佐藤万理
- 三杉清影 - 水上保広
- 野口頼母 - 田畑猛雄
- 服部鬼十郎 - 出水憲司
- 田川宗時 - 寺下貞信
- 松 - 小林泉
- 菊丸 - 工藤英夫
- 青木玄安 - 堀北幸夫
- お峰 - 大崎紀子
- 番頭 - 沖ときお
- 平助 - 美鷹健児
- おもん - 岩崎美也子
- 門番 - 平井靖
- 門番 - 木沢雅博

第13話 「手が動く! 画家でないのに絵を描いた」
- 平山主水 - 小坂一也
- 浮世亭 - 松村彦次郎
- おけい - 松田晴世
- 石黒大四郎 - 山本昌平
- 皆川 - 木村元
- 吉野屋忠兵ヱ - 芦田鉄雄
- お紋 - 宮田圭子
- 仙吉 - 重久剛
- 岡っ引 - 暁新太郎
- 番頭 - 伊波一夫

第14話 「額の傷が見た! 恐怖のあしたを」
- お咲 - 泉晶子
- 清助 - 佐々木剛
- 己之吉 - 西園寺章雄
- 松木 - 高杉玄
- 富沢典膳 - 西山嘉孝
- 仙八 - 東悦次
- 市蔵 - 美鷹健児
- 岡っ引 - 筑波健
- 仁平の女房 - 高木峯子
- 番頭 - 松尾勝人
- 京太郎 - 竹本英生
- 町人 - 千代田進一
- その女房 - 中塚和代
- 左官屋 - 加藤正記
- 仁平 - 岡田英次

第15話 「馬が喋べった! あんた信じるか」
- 黒井軍十郎 - 清水綋治
- 赤谷の辰造 - 江幡高志
- 孫市 - 横山あきお
- 加代 - 植木絵津子
- 権太 - 小池雄介
- やり手婆さん - 今日喜多代
- 戸川陣内 - 永野達雄
- 幸兵ヱ - 日高久
- ネコ - 大橋壮多
- 留吉 - 有光豊
- 小袖 - 田中綾
- 庄左ヱ門 - 市川男女之助
- 十文字屋助平 - 伊東亮英
- 喜助 - 伊波一夫
- 山岸友之助 - 美鷹健児
- イタチ - 小舟秋夫
- 竹乃屋主人 - 松尾勝人
- 代官所小者 - 平井靖
- 若者 - 木沢雅博

第16話 「病床で危篤の男が銭湯にいた!」
- まむしの以蔵 - 井上昭文
- お孝 - 今出川西紀
- 利助 - 本郷直樹
- 朝吉 - 鶴田忍
- 藤兵ヱ - 須藤健
- 信吉 - 近藤準
- おしん - 有原久美子
- 遊び人 - 宮川珠季
- 胴元 - 伊波一夫
- 番太 - 松尾勝人
- 番太 - 木沢雅博

第17話 「美人画から抜け出た女は何処へ?」
- 胡蝶 - 早乙女愛
- 花村雪之介 - 佐藤仁哉
- 村田屋 - 外山高士
- 市蔵 - 長谷川弘
- 〆香 - 美川玲子
- 師匠 - 千原しのぶ
- 商人 - 海老江寛
- 英斉 - 加茂雅幹
- 番頭 - 筑波健
- お糸 - 小林加奈枝
- 芸者 - 花柳陽要
- 女房 - 嶋多佳子
- 半玉 - 的場三栄子
- 半玉 - 野火ありさ

第18話 「抜けない刀が過去を斬る!」
- 草間小四郎 - 伊藤高
- 安田由紀 - 小林かおり
- 寺本左内 - 石山雄大
- 滝岡 - 佐山泰三
- 安田一輝 - 松岡与志雄
- 井手陣基 - 大木実
- 小谷 - 石倉英彦
- 辻 - 高橋仁
- 侍 - 滝譲二
- 竹中 - 渡辺憲悟
- 古賀 - 橋本和博
- 北川 - 美鷹健児
- 三上 - 伊藤克美
- 稲川 - 加藤正記
- 侍 - 滝譲二
- 侍 - 森山紹秀
- 門番 - 松尾勝人

第19話 「童（わらべ）が近づくと殺人者（ころし）が判る」
- 目明し 権三 - 戸浦六宏
- 代官 大野 - 浜田寅彦
- お民 - 片山真由美
- 沖原 - 大木正司
- 重岡 - 小美野欣二
- 芳平 - 松本正樹
- 権八 - 山本弘
- 万屋主人 - 松田明
- 三次 - 松尾勝人
- 門番 - 東悦次

第20話 「水探しの占い棒が死体を見つけた」
- 仁右衛門 - 稲葉義男
- 羽黒軍兵衛 - 山本清
- 耕助 - 若尾哲平
- 嘉吉 - 下元年世
- 倉田未内 - 玉生司朗
- 十力 - 伴勇太郎
- お咲 - 吉田哲子
- 吾作 - 暁新太郎
- 久平 - 遠山欽
- 弥八 - 諸木淳郎
- 常 - 日高澄子

第21話 「夜空を飛ぶ女が見た悪の罠」
- おせい - 服部妙子
- 清七 - 住吉正博
- 石塚 - 野口貴史
- 甲田 - 山本一郎
- 民造 - 北見唯一
- 喜兵ヱ - 犬塚弘

第22話 「死人が知らせた金のありか」
- お民 - 赤座美代子
- 重兵ヱ - 加賀邦男
- 吉蔵 - 平泉征
- 佐平 - 田中弘史
- 京太 - 瀬賀敏之
- 仙八 - 筑波健
- 半助 - 滝譲二
- 銀次 - 中村明豊
- 久六 - 花岡秀樹
- き樵り - 宍戸大全
- 役人 - 堀北幸夫
- 役人 - 柳原久仁夫
- 上州屋 - 沖ときお
- 新太 - 池田真司
- お民の夫 - 松尾勝人

第23話 「悪用した催眠術! 先生勝てるか」
- 長助 - 平井昌一
- お里 - 松木路子
- 荒川屋清右ヱ門 - 永井秀明
- 利兵ヱ - 浜田晃
- 三隅 - 千葉敏郎
- 新太 - 池田真司
- 源造 - 唐沢民賢
- 遊女 - 三笠敬子
- 忠吉 - 諸木淳郎
- 子分 - 美鷹健児
- 子分 - 平井靖

## 殺し技
先生
宙高く飛び上がり、降下しながら常に持ち歩いている旗の旗竿で悪人を串刺しにする。
旗竿以外では敵を真上に投げて転落時に首を折ったり、ジャイアントスイングの要領でブン回して悪人の腰を大木に激突させてショック死させたり、悪人の脇差を奪い取って使用した他、悪人が射た矢を投げ返す、最終話では竹の先端に乗り、その重さで倒しつつ悪人を串刺しにしたり、死んだおばさんの匕首を使用し、悪人に止めを刺した。
脚本ではヌンチャクを使って相手を倒すことになっていたが、衣装が決定した段階で変更された。
若
悪人を殴り付けたり、関節を極めるなどして相手を弱らせた後に、止めの一撃を放つ。
特定の武器や道具を持たない殺し担当の女性キャラクターは、必殺シリーズでは唯一の例である。
おばさん
悪人の通り道に待ち伏せて、ぼそぼそと話しかけ、油断したところを、あらかじめ鞘から抜いて隠し持っていた匕首(あいくち[ドス])で刺し、抉る。
第18話では匕首ではなく、刀を使用した。

## スタッフ
- プロデューサー - 山内久司、仲川利久（朝日放送）、櫻井洋三（松竹）
- 脚本 - 放送日程参照
- 監督 - 放送日程参照
- 音楽担当 - 比呂公一
- 制作協力 - 京都映画撮影所（現・松竹撮影所）
- 制作 - 朝日放送、松竹

## 主題歌
- 和田アキ子「愛して」（RCAレコード（現・Ariola Japan[19]））
作詞・作曲：浜田省吾、編曲：井上鑑
1978年12月20日発売 32枚目のシングル「ひとり酔い」Ｃ／Ｗ

同じメロディで歌詞が異なる曲を、浜田が自身のオリジナル曲「愛を眠らせて」として歌唱している。必殺シリーズで、レギュラー出演者が番組主題歌を歌ったのは和田が最初である。
レコード用のフルサイズは最後がフェードアウトするが、テレビサイズはフェードアウトせずに演奏が終わる形になっている。通常はテレビサイズが使われ、最終話のみフルサイズが本編ラストシーンからエンディングにかけて使われた。

## 放送日程
- 内部リンクは出現した超常現象

| 話数   | 放送日         | サブタイトル                                 | 脚本              | 監督     |
| ------ | -------------- | -------------------------------------------- | ----------------- | -------- |
| 第1話  | 1978年12月08日 | 仏像の眼から血の涙が出た                     | 野上龍雄          | 森﨑東   |
| 第2話  | 12月15日       | 突如 奥方と芸者の人格が入れ替った            | 野上龍雄          | 森﨑東   |
| 第3話  | 12月22日       | 突然 肌に母の顔が浮かび出た                  | 石川孝人          | 松野宏軌 |
| 第4話  | 12月29日       | 生きてる娘が死んだ自分を見た!                | 吉田剛            | 工藤栄一 |
| 第5話  | 1979年01月05日 | 母を呼んで寺の鐘は泣いた                     | 保利吉紀          | 松野宏軌 |
| 第6話  | 1月12日        | 男にかけた情念で少女は女郎に化身した         | 石川孝人          | 原田雄一 |
| 第7話  | 1月19日        | 赤い雪を降らせる怨みの泣き声                 | 吉田剛            | 原田雄一 |
| 第8話  | 1月26日        | 足の文字は生れた時からあった                 | 猪又憲吾          | 松野宏軌 |
| 第9話  | 2月02日        | 家具が暴れる恐怖の一夜                       | 山浦弘靖          | 原田雄一 |
| 第10話 | 2月09日        | 女は子供を他人の腹に移して死んだ             | 山浦弘靖          | 松野宏軌 |
| 第11話 | 2月16日        | 人形が泣いて愛する人を呼んだ                 | 吉田剛            | 原田雄一 |
| 第12話 | 2月23日        | 木が人を引き寄せて昔を語る                   | 荒馬間            | 松野宏軌 |
| 第13話 | 3月02日        | 手が動く! 画家でないのに絵を描いた           | 山浦弘靖          | 原田雄一 |
| 第14話 | 3月09日        | 額の傷が見た! 恐怖のあしたを                 | 山浦弘靖          | 松野宏軌 |
| 第15話 | 3月16日        | 馬が喋べった! あんた信じるか                 | 松原佳成          | 原田雄一 |
| 第16話 | 3月23日        | 病床で危篤の男が銭湯にいた!                  | 山浦弘靖          | 松野宏軌 |
| 第17話 | 3月30日        | 美人画から抜け出た女は何処へ?                | 山浦弘靖          | 高坂光幸 |
| 第18話 | 4月06日        | 抜けない刀が過去を斬る!                      | 石川孝人          | 高坂光幸 |
| 第19話 | 4月13日        | 童（わらべ）が近づくと殺人者（ころし）が判る | 石川孝人          | 原田雄一 |
| 第20話 | 4月20日        | 水探しの占い棒が死体を見つけた               | 山浦弘靖 白石裕巳 | 高坂光幸 |
| 第21話 | 4月27日        | 夜空を飛ぶ女が見た悪の罠                     | 猪又憲吾          | 原田雄一 |
| 第22話 | 5月04日        | 死人が知らせた金のありか                     | 山浦弘靖          | 高坂光幸 |
| 第23話 | 5月11日        | 悪用した催眠術! 先生勝てるか                 | 山浦弘靖          | 原田雄一 |

## ネット局
系列は放送当時のもの。
| 放送対象地域            | 放送局             | 系列                                         | 備考 |
| ----------------------- | ------------------ | -------------------------------------------- | --- |
| 近畿広域圏              | 朝日放送           | テレビ朝日系列                               | 制作局 |
| 関東広域圏              | テレビ朝日         | テレビ朝日系列                               | |
| 北海道                  | 北海道テレビ       | テレビ朝日系列                               | |
| 青森県                  | 青森放送           | 日本テレビ系列 テレビ朝日系列                | |
| 岩手県                  | 岩手放送           | TBS系列                                      | 現・IBC岩手放送                                                                                           |
| 宮城県                  | 東日本放送         | テレビ朝日系列                               | |
| 秋田県                  | 秋田テレビ         | フジテレビ系列                               | |
| 山形県                  | 山形放送           | 日本テレビ系列                               | |
| 福島県                  | 福島テレビ         | TBS系列 フジテレビ系列                       | |
| 新潟県                  | 新潟総合テレビ     | フジテレビ系列 日本テレビ系列 テレビ朝日系列 | 現・NST新潟総合テレビ                                                                                     |
| 長野県                  | 長野放送           | フジテレビ系列                               | |
| 山梨県                  | テレビ山梨         | TBS系列                                      | |
| 富山県                  | 富山テレビ         | フジテレビ系列                               | |
| 石川県                  | 北陸放送           | TBS系列                                      | |
| 福井県                  | 福井テレビ         | フジテレビ系列                               | |
| 静岡県                  | 静岡放送           | TBS系列                                      | 1979年3月まで                                                                                             |
| 静岡県                  | 静岡けんみんテレビ | テレビ朝日系列 日本テレビ系列                | 現・静岡朝日テレビ。1979年4月から                                                                         |
| 中京広域圏              | 名古屋テレビ       | テレビ朝日系列                               | |
| 鳥取県・島根県          | 山陰放送           | TBS系列                                      | |
| 岡山県                  | テレビ岡山         | フジテレビ系列 テレビ朝日系列                | 現・岡山放送。 当時の放送免許エリアは岡山県のみ 第15話まで放送                                            |
| 広島県                  | 広島ホームテレビ   | テレビ朝日系列                               | |
| 山口県                  | 山口放送           | 日本テレビ系列 テレビ朝日系列                | |
| 徳島県                  | 四国放送           | 日本テレビ系列                               | |
| 香川県 → 香川県・岡山県 | 瀬戸内海放送       | テレビ朝日系列                               | 1979年3月までの放送免許エリアは香川県のみ 1979年4月の電波相互乗り入れに伴い、岡山県も放送免許エリアとなる |
| 愛媛県                  | 南海放送           | 日本テレビ系列                               | |
| 高知県                  | テレビ高知         | TBS系列                                      | |
| 福岡県                  | 九州朝日放送       | テレビ朝日系列                               | |
| 長崎県                  | 長崎放送           | TBS系列                                      | |
| 熊本県                  | テレビ熊本         | フジテレビ系列 日本テレビ系列 テレビ朝日系列 | |
| 大分県                  | 大分放送           | TBS系列                                      | |
| 宮崎県                  | 宮崎放送           | TBS系列                                      | |
| 鹿児島県                | 南日本放送         | TBS系列                                      | |

## 前後番組
| テレビ朝日系 金曜22時台（当時は朝日放送の制作枠）                 | テレビ朝日系 金曜22時台（当時は朝日放送の制作枠）      | テレビ朝日系 金曜22時台（当時は朝日放送の制作枠）      |
| 前番組                                                            | 番組名                                                 | 次番組                                                 |
| ----------------------------------------------------------------- | ------------------------------------------------------ | ------------------------------------------------------ |
| 必殺からくり人・富嶽百景殺し旅 （1978年8月25日 - 1978年11月24日） | 翔べ! 必殺うらごろし （1978年12月8日 - 1979年5月11日） | 必殺仕事人（1979年） （1979年5月18日 - 1981年1月30日） |